# Sumber Agung (Lubuk Linggau Utara I)
Sumber Agung is een bestuurslaag in het regentschap Lubuklinggau van de provincie Zuid-Sumatra, Indonesië. Sumber Agung telt 2403 inwoners (volkstelling 2010).